# Ahiejeuka
Ahiejeuka (biał. Агееўка; ros. Агеевка) – wieś na Białorusi, w obwodzie mohylewskim, w rejonie mohylewskim, w sielsowiecie Mastok.